# 마크 벤턴
마크 벤턴(Mark Benton, 1965년 11월 16일 ~ )은 영국의 배우로, 전국주택금융조합 광고에서 오랫동안 역할을 맡은 것으로 잘 알려져 있지만 《얼리 도어스》의 에디 역, 《노던 라이츠》의 하워드 역, 《바바라》의 마틴 폰드 역을 맡은 것으로도 알려져 있다.